# Jimmy Walker
James Walker, detto Jimmy (Amherst, 8 aprile 1944 – Kansas City, 2 luglio 2007), è stato un cestista statunitense, professionista nella NBA.
Era il padre di Jalen Rose.

## Carriera
Venne selezionato dai Detroit Pistons al primo giro del Draft NBA 1967 (1ª scelta assoluta).

## Palmarès
- NCAA AP All-America First Team (1967)
- NCAA AP All-America Second Team (1966)
- NCAA AP All-America Third Team (1965)
- 2 volte NBA All-Star (1970, 1972)